# Місія (фільм)
«Місія» (англ. The Mission) — драма, історичний фільм 1986 року. Лауреат Золотої пальмової гілки 40-го Каннського міжнародного кінофестивалю та лауреат премії «Оскар».

## Сюжет
Сюжет фільму ґрунтується на історичних подіях. Місцина на кордоні іспанських та португальських володінь у Південній Америці. До річки, що протікає крізь густі джунглі, кидають замученого єзуїтського священника, прив'язаного до дерев'яного хреста. Розп'яття проноситься через річкові пороги й в мить, сповнену жаху і чарівної краси, падає вниз із 70-метрової висоти, зникаючи в бурхливому водоспаді. Цією приголомшливою сценою відкривається один із найвидовищніших фільмів у історії кіно, потужний епос про людину зі шпагою і людину в чернечій сутані, які об'єдналися, щоб захистити індіанське плем'я від колоніальних імперій 18-го сторіччя.
На початку 18 століття священники Товариства Ісуса намагаються захистити Misiones Orientales — віддалені поселення південноамериканського індіанського племені, які спільно хотіли підкорити й уярмити португальські та іспанські колоніальні війська. В результаті окупації (Війна гуарані) — місійні поселення були знищені.

## У ролях
- Роберт де Ніро — Родріго Мендоза
- Джеремі Айронс — отець Габріель
- Рей МакАналлі — кардинал Альтамірано
- Ейдан Квінн — Феліпе Мендоза
- Шері Лунгі — Карлотта
- Чак Лоу — Кабеза
- Ліам Нісон — отець Філдинг
- Рональд Пікап — дон Онтар, португальський представник

## Цікавинки
- Під час зйомок майже вся знімальна група захворіла на шигельоз. Роберт де Ніро був один з небагатьох, хто не захворів.

## Нагороди
- «Золота пальмова гілка» — Канни, 1986 р.
- «Оскар» — 1987 р.
- 2 премії «Золотий глобус» — 1987 р.